# Rhinaplomyia nasuta
Rhinaplomyia nasuta là một loài ruồi trong họ Tachinidae.